# Coppa del mondo di ciclismo su strada femminile 2010
La Coppa del mondo di ciclismo su strada femminile 2010 (in inglese 2010 UCI Women's Road World Cup), tredicesima edizione della competizione, è stata disputata su nove eventi dal 28 marzo al 21 agosto 2010.
La classifica individuale è stata vinta dall'olandese Marianne Vos, che ha concluso con 270 punti, mentre nella classifica a squadre ha primeggiato la Cervélo TestTeam Women, forte di cinque vittorie.

## Corse
| # | Data      | Corsa                                           | Vincitrice             | Squadra                 | Leader della CdM |
| - | --------- | ----------------------------------------------- | ---------------------- | ----------------------- | ---------------- |
| 1 | 28 marzo  | Trofeo Alfredo Binda-Comune di Cittiglio (2010) | Marianne Vos           | Team Nederland Bloeit   | Marianne Vos     |
| 2 | 4 aprile  | Giro delle Fiandre femminile (2010)             | Grace Verbeke          | Lotto Ladies Team       | Marianne Vos     |
| 3 | 10 aprile | Univé Ronde van Drenthe (2010)                  | Loes Gunnewijk         | Team Nederland Bloeit   | Marianne Vos     |
| 4 | 21 aprile | La Flèche Wallonne Femmes (2010)                | Emma Pooley            | Cervélo TestTeam Women  | Marianne Vos     |
| 5 | 9 maggio  | Tour of Chongming Island World Cup (2010)       | Ina-Yoko Teutenberg    | Team HTC-Columbia Women | Marianne Vos     |
| 6 | 6 giugno  | Grand Prix Ciudad de Valladolid (2010)          | Charlotte Becker       | Cervélo TestTeam Women  | Marianne Vos     |
| 7 | 30 luglio | Open de Suède Vargarda TTT (2010)               | Cervélo TestTeam Women | Cervélo TestTeam Women  | Marianne Vos     |
| 8 | 1º agosto | Open de Suède Vargarda (2010)                   | Kirsten Wild           | Cervélo TestTeam Women  | Marianne Vos     |
| 9 | 21 agosto | Grand Prix de Plouay (2010)                     | Emma Pooley            | Cervélo TestTeam Women  | Marianne Vos     |

## Classifiche UCI World Cup

### Classifica individuale
| Pos. | Corridore            | Squadra          | 1  | 2  | 3  | 4  | 5  | 6  | 7  | 8  | 9  | Totale |
| ---- | -------------------- | ---------------- | -- | -- | -- | -- | -- | -- | -- | -- | -- | ------ |
| 1    | Marianne Vos         | Nederland Bloeit | 75 | 50 | 6  | 24 | -  | 30 | 25 | 10 | 50 | 270    |
| 2    | Emma Johansson       | Red Sun          | 35 | 30 | 1  | 35 | -  | 24 | 14 | 35 | 35 | 209    |
| 3    | Kirsten Wild         | Cervélo          | 0  | 35 | 7  | -  | 50 | -  | 35 | 75 | -  | 202    |
| 4    | Charlotte Becker     | Cervélo          | -  | -  | 30 | -  | 0  | 75 | 35 | 18 | 24 | 182    |
| 5    | Judith Arndt         | HTC-Columbia     | 18 | 18 | -  | 15 | 0  | 50 | 30 | 0  | 30 | 161    |
| 6    | Annemiek van Vleuten | Nederland Bloeit | 0  | 11 | 50 | 9  | -  | 35 | 25 | 30 | 0  | 160    |
| 7    | Grace Verbeke        | Lotto            | 9  | 75 | 0  | 30 | -  | 9  | 11 | 24 | 0  | 158    |
| 8    | Emma Pooley          | Cervélo          | 7  | -  | -  | 75 | -  | -  | -  | 0  | 75 | 157    |
| 9    | Adrie Visser         | HTC-Columbia     | 0  | 27 | 21 | -  | 9  | 0  | 30 | 50 | 0  | 137    |
| 10   | Nicole Cooke         | Noris            | 24 | 0  | 4  | 50 | -  | 18 | 16 | 0  | 0  | 112    |

### Classifica squadre
| Pos. | Squadra                 | 1  | 2  | 3   | 4   | 5   | 6  | 7   | 8  | 9  | Totale |
| ---- | ----------------------- | -- | -- | --- | --- | --- | -- | --- | -- | -- | ------ |
| 1    | Cervélo TestTeam Women  | 8  | 55 | 57  | 100 | 50  | 75 | 140 | 93 | 99 | 677    |
| 2    | Team HTC-Columbia Women | 45 | 66 | 32  | 48  | 108 | 60 | 120 | 77 | 57 | 556    |
| 3    | Team Nederland Bloeit   | -  | 61 | 131 | 33  | -   | 66 | 100 | 47 | 50 | 488    |
| 4    | Red Sun Cycling Team    | 39 | 30 | 16  | 35  | -   | 24 | 56  | 38 | 35 | 273    |
| 5    | Lotto Ladies Team       | 9  | 75 | 5   | 30  | -   | 13 | 44  | 24 | 0  | 200    |
| 6    | Leontien.nl             | -  | 30 | 27  | 0   | -   | -  | 80  | 41 | -  | 178    |
| 7    | Nazionale britannica    | 24 | 0  | 4   | 50  | -   | 23 | 64  | 8  | 2  | 175    |
| 8    | Nazionale australiana   | 43 | 0  | 10  | -   | 35  | 0  | 60  | 11 | -  | 159    |
| 9    | Gauss-RDZ-Ormu          | 50 | 7  | 35  | 0   | -   | 33 | -   | -  | -  | 125    |
| 10   | Nazionale olandese      | 85 | 0  | 0   | -   | -   | 7  | -   | -  | 31 | 123    |